# محمد قزوینی
میرزا محمّد بن عبدالوهاب قزوینی مشهور به علّامه قزوینی (۱۱ فروردین ۱۲۵۶ تهران – ۶ خرداد ۱۳۲۸ تهران)، ادیب و پژوهشگر تاریخ و فرهنگ ایران بود.

## زندگی
محمّد قزوینی در یازدهم فروردین ۱۲۵۶ خورشیدی در تهران و در محلهٔ سنگلجدر خانواده‌ای از تبار قزوین زاده شد. پدر و اجدادش از اهل قلم و فرهنگ بودند. پدر بزرگ او ملا عبدالعلی قزوینی از دانشمندان قزوین بود. پدرش ملا عبدالوهاب قزوینی معروف به «ملا آقای قزوینی» اصلاً اهل بلوک بشاریات (اکنون بخش بشاریات) بود که با کوشش شخصی صاحب مرتبه‌ای در دانش و ادب شد و به تهران آمد و در مدرسهٔ معیرالممالک درس می‌داد.
پدر محمد قزوینی در ۱۲۶۷ درگذشت. محمد در این زمان دوازده‌ساله بود و به کمک شمس‌العلما به‌جای پدر در تدوین نامه دانشوران شرکت کرد تا کمک معاش خانواده باشد. او صرف و نحو و فقه و کلام و حکمت را نخست نزد پدر و سپس نزد استادان دیگر مانند شیخ فضل‌الله نوری و میرزا حسن آشتیانی و ملا محمد آملی تحصیل کرد. او از محضر ادیب پیشاوری و شیخ هادی نجم‌آبادی نیز برخوردار شد. در مدرسهٔ معیرالملک حجره‌ای گرفت و طلبه شد. زیر نظر شمس‌العلما در علوم اسلامی و هیئت و ریاضی و تاریخ و تاریخ ادب و رجال و عَروض و قافیه متبحر شد. بعد در مدرسه آلیانس تهران به فراگیری زبان فرانسه پرداخت. همچنین به آموزش عربی به دوستان و آشنایان جوان خود پرداخت. فرزندان شیخ فضل‌الله نوری ضیاءالدین و میرزا هادی مدت سه سال نحو و محمدعلی فروغی و برادرش ابوالحسن فروغی از او عربی آموختند و خود به دیگر معلومات او، ازجمله در زبان فرانسه، افزودند. پدر فروغی‌ها یعنی میرزا محمدحسین فروغی او را به همکاری در روزنامه تربیت تشویق کرد و او را با روش کار و تحقیق ادبی و تاریخی اروپاییان آشنا ساخت. به‌زودی شهرتی در زمینه‌های مختلف ادبی پیدا کرد و به‌خصوص در نحو عربی چهره‌ای شاخص شد. در تألیف بخش تاریخ اسلام در کتاب تاریخ مفصل ایران که کتاب درسی مدارس بود شرکت داشت.

## بخشی از خودزیست‌نامه
او در شرح احوالاتش که برای درج در کتاب شرح احوال رجال علم و ادب تألیف مرتضی مدرسی چهاردهی نگاشته، آورده است: «اسم این جانب محمد و اسم پدرم عبدالوهاب بن عبدالعلی قزوینی است. پدرم یکی از مؤلفین اربعه نامه دانشوران است و تراجم احوال نُحاه و لغویین و ادبا و فقها غالباً به او محول بود و اسم او در مقدمه آن کتاب و شرح حال مختصری از او در کتاب المآثر و الآثار مرحوم محمدحسن خان اعتمادالسلطنه مسطور است و در سنه هزار و سیصد و شش هجری قمری در طهران مرحوم شد.
تولد این جانب در طهران [و] در محله دروازه قزوین در پانزدهم ربیع‌الاول سنه هزار و دویست و نود و چهار هجری قمری است. تحصیلات علوم متداوله اسلامی را در همان طهران [طی] کرده‌ام. صرف و نحو را در خدمت پدرم و خدمت مرحوم حاج سید مصطفی مشهور به قنات آبادی در مدرسهٔ معیرالممالک و فقه را در خدمت همان بزرگوار و مرحوم حاج شیخ محمدصادق طهرانی[،] مدرس همان مدرسه و سپس در محضر مرحوم حاج شیخ فضل‌الله نوری، کلام و حکمت قدیم را در خدمت مرحوم ملامحمد آملی در مدرسهٔ خازن الممالک، و سپس اصول فقه خارج را در محضر درس مرحوم افضل المتاخرین آقا میرزا حسن آشتیانی (صاحب حاشیهٔ مشهور بر رسائل مرحوم شیخ مرتضی انصاری) در سه چهار سال اخیر عمر آن مرحوم.
دیگر علمائی که بدون حضور در مجالس درس ایشان (چون اصلاً مجالس درس نداشتند) از مفاوضات کثیر البرکات ایشان مدت‌های مدید مستفیض شده‌ام یکی مرحوم حاج شیخ هادی نجم‌آبادی و دیگر مرحوم سید احمد ادیب پیشاوری و دیگر مرحوم شمس العلماء شیخ محمد مهدی قزوینی عبدالرب آبادی یکی از مؤلفین اربعه «نامه دانشوران» است رحمه الله علیهم اجمعین»

## سفر به لندن
در سال ۱۲۸۳ خورشیدی به دعوت برادر خود که آن زمان در لندن بود، به قصد دیدار از کتابخانهٔ عظیم لندن و نسخه‌های قدیمی نفیس آن، از راه روسیه و آلمان و هلند رهسپار لندن شد. به گفتهٔ خودش «پس از مشاهدهٔ عظمت کتابخانهٔ آن شهر و تأمل آن‌همه کتب نفیسهٔ نادره از عربی و فارسی و غیره شوق مطالعهٔ آن‌ها چنان بر من غلبه کرد که بی‌اختیار اهل و وطن و خانواده را نمی‌گویم فراموش کردم ولی موقتاً خیال آن‌ها را به کناری گذاردم.»
محمد قزوینی دو سال در لندن اقامت داشت و در این مدت با جمعی از خاورشناسان انگلیسی همچون اِی. اِی. بوان، اِی. جی. الیس، و مشهورتر از همه ادوارد براون آشنایی یافت. ادوارد براون که سمت ریاست امنای اوقاف گیب را داشت، به او پیشنهاد کرد که کار تصحیح بعضی از کتاب‌های کهن فارسی را جهت نشر در سلسله انتشارات اوقاف گیب به عهده گیرد. در سال ۱۲۸۵ محمد قزوینی به منظور آغاز کار تصحیح تاریخ جهانگشای جوینی که بهترین نسخه‌های آن در کتابخانه ملی پاریس بود عازم آن شهر شد و تا هشت سال بعد در پاریس مشغول به تحقیق بود. در این مدت موفق به نشر جلد اول تاریخ جهانگشای جوینی و آماده کردن جلد دوم آن شد و ضمناً چند مقاله و رساله دربارهٔ ادبیات و تاریخ ایران نوشت، و دو سه متن کهن فارسی را تصحیح کرد. در این دوران با جمعی از خاورشناسان نامدار فرانسوی چون کلمان هوار، و شارل باربیه دومنار مراوده داشت. در خاطرات خود از سال‌های اقامت پاریس از تجدید دیدار با علی‌اکبر دهخدا نیز یاد می‌کند که مدتی در اوایل استبداد صغیر جزو مهاجرین ملی در پاریس اقامت داشته است.
در سال ۱۲۹۴ که بر اثر جنگ جهانی اول امکان پیشرفت کارهای تحقیقی نبود، به پیشنهاد دوست قدیم خود حسینقلی نواب که به سمت وزیر مختار ایران در آلمان منصوب شده بود همراه او رهسپار برلین شد. اقامت او در برلین تا پس از پایان جنگ جهانی و بیش از پنج سال به طول انجامید. در آنجا در انجمنی از ایرانیان تبعیدی مقیم برلین به اسم «کمیتهٔ ایرانی» وارد شد که به سرپرستی سید حسن تقی‌زاده با مساعدت دولت آلمان تشکیل شده بود و روزنامه کاوه را منتشر می‌ساخت. از اعضای برجستهٔ این انجمن میرزا فضلعلی آقا مجتهد تبریزی، محمدعلی جمالزاده، محمود غنی‌زاده، حسین کاظم‌زاده ایرانشهر، محمدعلی تربیت و ابراهیم پورداود بودند. محمد قزوینی در این دوران با برخی از خاورشناسان مشهور آلمانی همچون یوزف مارکوارت، ادوارد زاخائو، اویگن میتووخ و مارتین هارتمان نیز آشنایی و مراوده یافت.
پس از پایان جنگ جهانی و رفع موانع سفر در سال ۱۲۹۹ به پاریس بازگشت و کار تصحیح کتاب‌هایی را که نیمه‌کاره مانده بود از سر گرفت. از آن هنگام با مساعدت محمدعلی فروغی مقرری سالانه‌ای از طرف دولت ایران در مورد او برقرار شد. همچنین از سوی وزارت فرهنگ مبلغی در اختیار او گذاشته شد که از بعضی نسخ خطی نفیس عکسبرداری کند و به ایران ارسال دارد، و او جمعاً از ۱۶ کتاب عکس گرفت و همراه با مقدمه‌هایی که برای آن‌ها نگاشته بود به ایران فرستاد.

## دوستان اروپایی و آفریقایی
علامه قزوینی در دوران طولانی اقامتش در اروپا به پژوهش و بررسی نسخه‌های خطی فارسی و عربی در مراکز پژوهشی مشغول بود. علاوه بر این با مراکز شرق‌شناسی اروپا آشنا شد و سعی کرد از این مراکز استفاده لازم را ببرد. مراکز شرق‌شناسی انگلیس، فرانسه و آلمان از جمله مراکزی بود که وی در آنجا تجاربی اندوخت.
او در این مدت، با ایران‌شناسان و پژوهشگران نامداری چون آمدروز (ناشر تاریخ الوزراء هلال صابی و تاریخ دمشق ابن القلانسی)، سر اینزن رس (مترجم تاریخ رشیدی به انگلیسی)، هرتویک درنبورگ (ناشر کتاب سیبویه)، کلمانت هوارت (مترجم و ناشر کتاب البدء و التاریخ مقدسی و مناقب‌العارفین افلاکی و مؤلف تعداد قابل توجهی از آثار نفیس دیگر)، آدریان باربیه دومنار (مترجم و ناشر مروج‌الذهب مسعودی و بسیاری کتب دیگر)، ولادیمیر مینورسکی (شرق‌شناس معروف روسی، مترجم حدودالعالم با حواشی و تعلیقات بسیار و همچنین مؤلف بسیاری از آثار دیگر در تاریخ و جغرافیای ایران)، پاول کراوس (شرق‌شناس چک، مترجم بسیاری از تألیفات محمدبن زکریای رازی)، پل کازانوا (شرق‌شناس مشهور فرانسوی و متخصص در تاریخ و جغرافیای اسلامی)، گابریل فرآن (مدیر ژورنال ازیاتیک)، پل پلیو (شرق‌شناس معروف فرانسوی و متخصص در زبان چینی و مغولی)، ادگارد بلوشه (مؤلف فهرست کتاب‌های فارسی کتابخانهٔ ملی پاریس و ناشر قسمتی از جامع‌التواریخ رشیدالدین فضل‌الله وزیر غازان واولجایتو)، لویی ماسینیون (شرق‌شناس برجستهٔ فرانسوی و متخصص در زبان عربی و تصوف به‌ویژه آثار مرتبط به حسین ابن منصور حلاج)، هانری ماسه (شرق‌شناس مشهور فرانسوی)، ادوارد زاخائو (شرق‌شناس شهیر آلمانی، ناشر متن آثارالباقیه ابوریحان بیرونی و ترجمهٔ آن به انگلیسی و ناشر طبقات کبیر ابن سعد کاتب واقدی در ۱۵ جلد)، اویگن میتووخ (متخصص در زبان عربی و مصحح قسمتی از طبقات ابن سعد) و مارتین هارتمن (متخصص در زبان عربی)، دکتر موریتز (مدیر کتابخانهٔ مدرسه زبان‌های شرقی برلین، متخصص در زبان عربی) و البته با ادوارد براون آشنایی (شرق‌شناس شهیر و نامور انگلیسی) همکاری بسیار نزدیکی داشت. مرحوم علامهٔ قزوینی در فرانسه با پروفسور عثمان کعاک (اندیشمند برجستهٔ تونسی) آشنا شد و او را علاقه‌مند به فرهنگ و تمدن ایرانی یافت و اطلاعات لازم را در اختیار او گذاشت. امروزه عثمان کعاک با نگارش کتاب روابط تاریخی تونس و ایران (به عربی: العلاقات بین تونس و ایران عبر التاریخ) کتابی در حوزه ایرانشناسی را در کشورهای غرب عربی از خود به یادگار گذاشت.

## درگذشت
محمد قزوینی در سال ۱۳۱۸ با توجه به مشکلاتی که اتباع خارجی مقیم در اروپا به علت بروز جنگ جهانی دوم گرفتار آن شده بودند، تصمیم به بازگشت به ایران گرفت و بعد از سی و شش سال اقامت در خارج از ایران، در مهر ماه آن سال برای اقامت دایم به ایران بازگشت. در ایران نیز تمام اوقات او صرف مطالعه و پژوهش و ویراستن متون کهن می‌شد. ویرایش دیوان حافظ با همکاری قاسم غنی یادگار دورهٔ اقامت او در تهران است.
علامه محمد قزوینی در ۶ خرداد سال ۱۳۲۸ در تهران درگذشت و در شاه‌عبدالعظیم در کنار مزار ابوالفتوح رازی دفن شد.
محمدتقی بهار قصیده معروف خود را در سوگ او سرود که مطلع آن چنین است:
| از ملک ادب داعیه‌داران همه رفتند |  | شو بار سفر بند که یاران همه رفتند |

کتابخانه شخصی او برای کتابخانه دانشگاه تهران خریداری شد.

## در نگاه دیگران
سید حسن تقی‌زاده دربارهٔ علامه قزوینی می‌گوید:
می توان گفت که در قرون اخیر محققی دانشمند نظیر مرحوم قزوینی نداشته‌ایم و اگر به مبالغه و خطا منسوب نشوم می‌توانم بگویم که نظیر ایشان در تمام تاریخ دراز ما با کثرت عظیم عده اهل علم و فضل، بسیار کم و بلکه نادر است و می‌توان وی را بیرونی ثانی خواند. بنظر اینجانب بالاتر از همه مراتب تبحر او یک فضیلت فوق‌العاده او بود که در تاریخ ما و بلکه تاریخ اسلامی می‌توان گفت به آن درجه نظیری نداشت یا خیلی نادر بود و فقط بیرونی مطلقاً و تا حدی ابن خلدون و مسعودی و عبدالقادر بغدادی و دو سه نفر دیگر از متقدمین از قسمتهایی از آن فضیلت بهره‌مند بوده‌اند و آن مزیت عبارت بود از دقت به اعلاء درجه و تحقیق دقیق و تعمق و ذره بینی و اجتناب کامل از مسامحه و نیز انصاف و حزم ادبی بعلاوه اطلاع از تحقیقات و تدقیقات عالمانه محققین مغرب زمین
همچنین قاسم غنی دربارهٔ او می‌گوید:
مرحوم قزوینی روش تدقیق و نقد ادبی را به معاصرین خود آموخت؛ آفتاب فیاض با برکتی بود که هرکس را مستعد می‌دید به تربیت و ارشاد او می‌پرداخت.

## وصیتنامه
اینجانب محمد قزوینی دارای شناسنامه شماره ۱۲۷۶ صادره از قونسولگری ایران در پاریس ساکن طهران، خیابان فروردین، کوچه دانش از جانب خود جناب آقای سیدحسن تقی‌زاده را وصی شرعی و نایب مناب مطلق خود نمودم…
اما ورثه من منحصر است به یک زن معقوده شرعی موسوم سابقاً به رزا شیاوی و پس از ازدواج با من رزا قزوینی و یک دختر موسومه به ناهید سوزان قزوینی.

## آثار

### تصحیح
- مرزبان‌نامه
- المعجم فی معاییر اشعارالعجم
- چهار مقاله نظامی عروضی سمرقندی
- تاریخ جهانگشای جوینی
- دیوان حافظ به همراه قاسم غنی
- شَدالازار فی حط‌الاوزار عن زوارالمزار
- سیاست‌نامه

### مقالات
- بیست مقاله قزوینی، جلد اول (به کوشش ابراهیم پورداوود)، ۱۳۰۷
- بیست مقاله قزوینی، جلد دوم (به کوشش عباس اقبال آشتیانی)، ۱۳۱۳

### نامه‌ها و یادداشت‌ها
- نامه‌های قزوینی به تقی‌زاده (به کوشش ایرج افشار)
- یادداشت‌های قزوینی، در ۱۰ جلد (به کوشش ایرج افشار)
- مسائل پاریسیه، در ۴ جلد (به کوشش ایرج افشار و علی‌محمد هنر)